# Cobardes
Cobardes, ime koje su Dominguez i Escalante (u Doc. Hist. Mex., 2d s., i, 537, 1854) dali jednoj od 5 skupina Ute Indijanaca iz 1776. godine. Neke od ovih podgrupa, kaže Hodge, su Juti a neke Pajuti, a obuhvaćaju plemenske nazive Huascari, Parusi, Yubuincariri, Ytimpabichi, i Pagampache. Parusi ili Parussis identični su sa Shivwits Pajutima, za njih se zna da su uzgajali kukuruz, dok se za Yubuincaririje drži da su Uinkaretsi (Euler 1966:34).